# Argyrodes wolfi
Argyrodes wolfi är en spindelart som beskrevs av Embrik Strand 1911. Argyrodes wolfi ingår i släktet Argyrodes och familjen klotspindlar. Inga underarter finns listade i Catalogue of Life.